# Here Come the Nice
"Here Come the Nice" is een liedje van de Britse rockgroep The Small Faces. Het was hun eerste single op het label Immediate Records, waarvoor ze Decca Records hadden verlaten. Zowel deze single als de Amerikaanse versie van hun tweede studioalbum, getiteld There Are But Four Small Faces, werd in juni 1967 uitgegeven. Op de B-kant stond het liedje "Talk to You". Beide liedjes werden geschreven door Steve Marriott en Ronnie Lane, die tevens de muzikale productie verzorgden.
"Here Come the Nice" is psychedelische beatmuziek met expliciete verwijzingen naar drugs. Marriott bezingt met zijn kopstem een dealer die hem "nice" (een benaming die de band gaf aan speed en marihuana) zal brengen: "He makes me feel like no-one else could, he knows what I want, he's got what I need, he's always there, if I need some speed".

## Musici
- Ronnie Lane - basgitaar, zang
- Kenney Jones - drums
- Ian McLagan - toetsen
- Steve Marriott - zang, gitaar

## Hitnoteringen

### Nederlandse Top 40
| Hitnotering in de Nederlandse Top 40: | Hitnotering in de Nederlandse Top 40: | Hitnotering in de Nederlandse Top 40: | Hitnotering in de Nederlandse Top 40: | Hitnotering in de Nederlandse Top 40: | Hitnotering in de Nederlandse Top 40: | Hitnotering in de Nederlandse Top 40: | Hitnotering in de Nederlandse Top 40: | Hitnotering in de Nederlandse Top 40: |
| Week:                                 | 1                                     | 2                                     | 3                                     | 4                                     | 5                                     | 6                                     | 7                                     |                                       |
| ------------------------------------- | ------------------------------------- | ------------------------------------- | ------------------------------------- | ------------------------------------- | ------------------------------------- | ------------------------------------- | ------------------------------------- | ------------------------------------- |
| Positie:                              | 36                                    | 29                                    | 28                                    | 33                                    | 31                                    | 39                                    | uit                                   |                                       |

### UK Singles Chart
| Hitnotering in de UK Singles Chart: 10-06-1967 t/m 05-08-1967 | Hitnotering in de UK Singles Chart: 10-06-1967 t/m 05-08-1967 | Hitnotering in de UK Singles Chart: 10-06-1967 t/m 05-08-1967 | Hitnotering in de UK Singles Chart: 10-06-1967 t/m 05-08-1967 | Hitnotering in de UK Singles Chart: 10-06-1967 t/m 05-08-1967 | Hitnotering in de UK Singles Chart: 10-06-1967 t/m 05-08-1967 | Hitnotering in de UK Singles Chart: 10-06-1967 t/m 05-08-1967 | Hitnotering in de UK Singles Chart: 10-06-1967 t/m 05-08-1967 | Hitnotering in de UK Singles Chart: 10-06-1967 t/m 05-08-1967 | Hitnotering in de UK Singles Chart: 10-06-1967 t/m 05-08-1967 | Hitnotering in de UK Singles Chart: 10-06-1967 t/m 05-08-1967 |
| Week:                                                         | 1                                                             | 2                                                             | 3                                                             | 4                                                             | 5                                                             | 6                                                             | 7                                                             | 8                                                             | 9                                                             | 10                                                            |
| ------------------------------------------------------------- | ------------------------------------------------------------- | ------------------------------------------------------------- | ------------------------------------------------------------- | ------------------------------------------------------------- | ------------------------------------------------------------- | ------------------------------------------------------------- | ------------------------------------------------------------- | ------------------------------------------------------------- | ------------------------------------------------------------- | ------------------------------------------------------------- |
| Positie:                                                      | 37                                                            | 26                                                            | 16                                                            | 14                                                            | 12                                                            | 14                                                            | 17                                                            | 18                                                            | 29                                                            | uit                                                           |